# Residenzmuseum im Celler Schloss

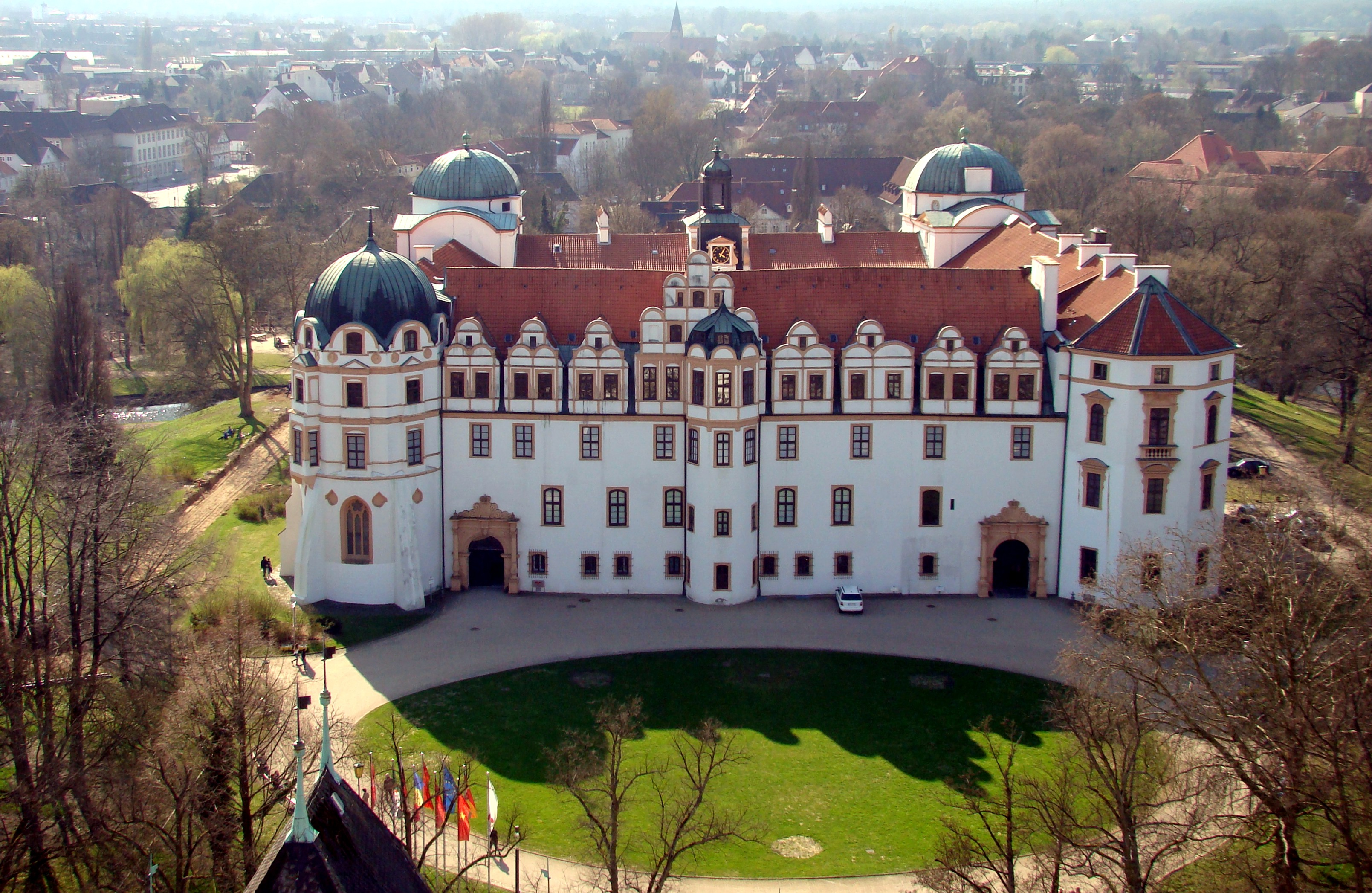
Das Celler Schloss, hier befindet sich das Residenzmuseum

Residenzmuseum ist die Bezeichnung für die historischen Räume im Schloss Celle, die zum Museum umgestaltet wurden. Es zeigt unter anderem die Geschichte der Welfen, des ältesten noch erhaltenen Fürstenhauses Europas, und die Geschichte der Welfenresidenz vom Mittelalter bis zur Gegenwart. Die Leitung des Museums obliegt dem Celler Bomann-Museum.

## Geschichte

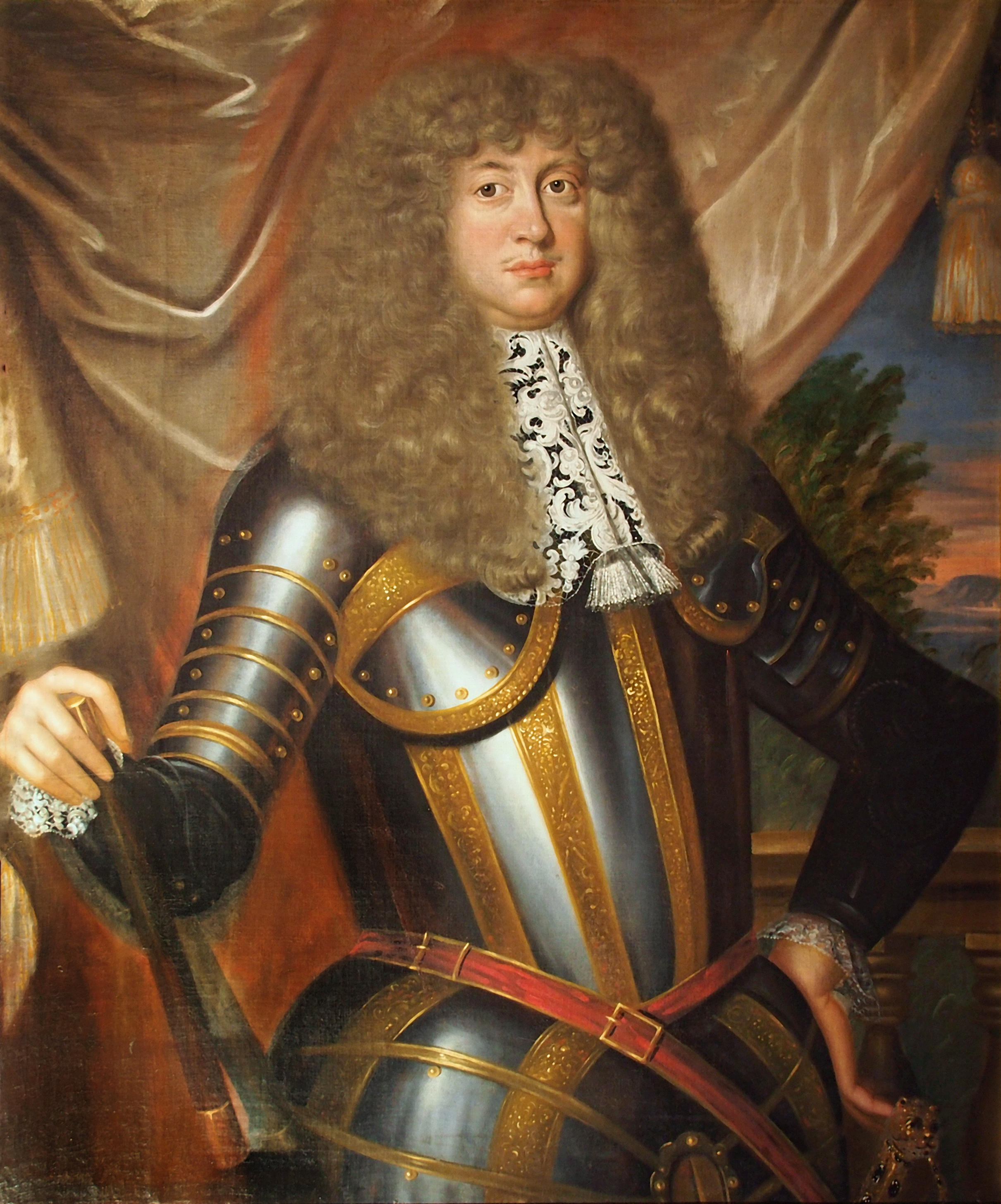
Welfe Ernst August Herzog zu Braunschweig und Lüneburg, 1. Kurfürst von Hannover

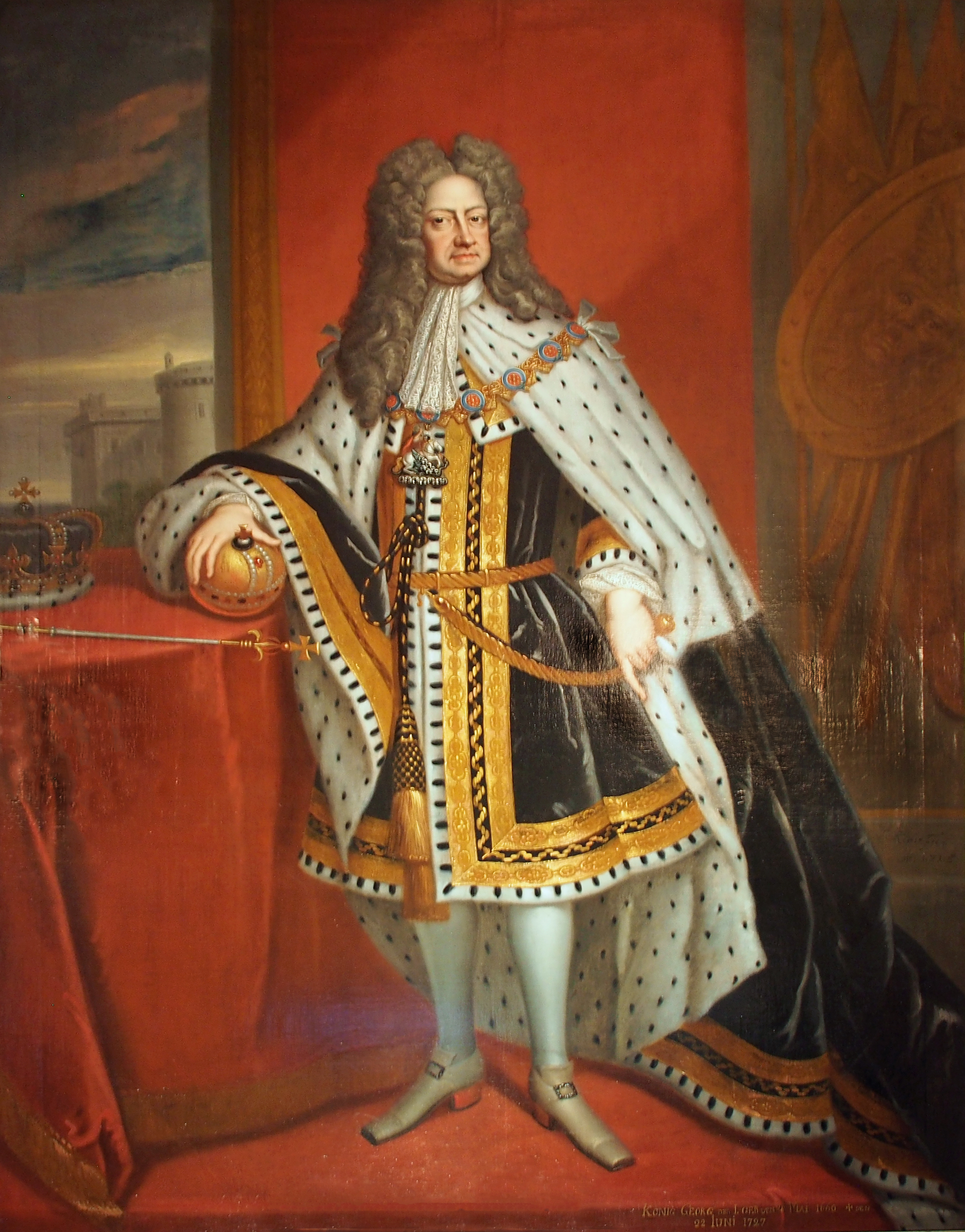
Georg I. Ludwig König von Großbritannien. Offizielles Staatsporträt des Königs im Krönungsornat

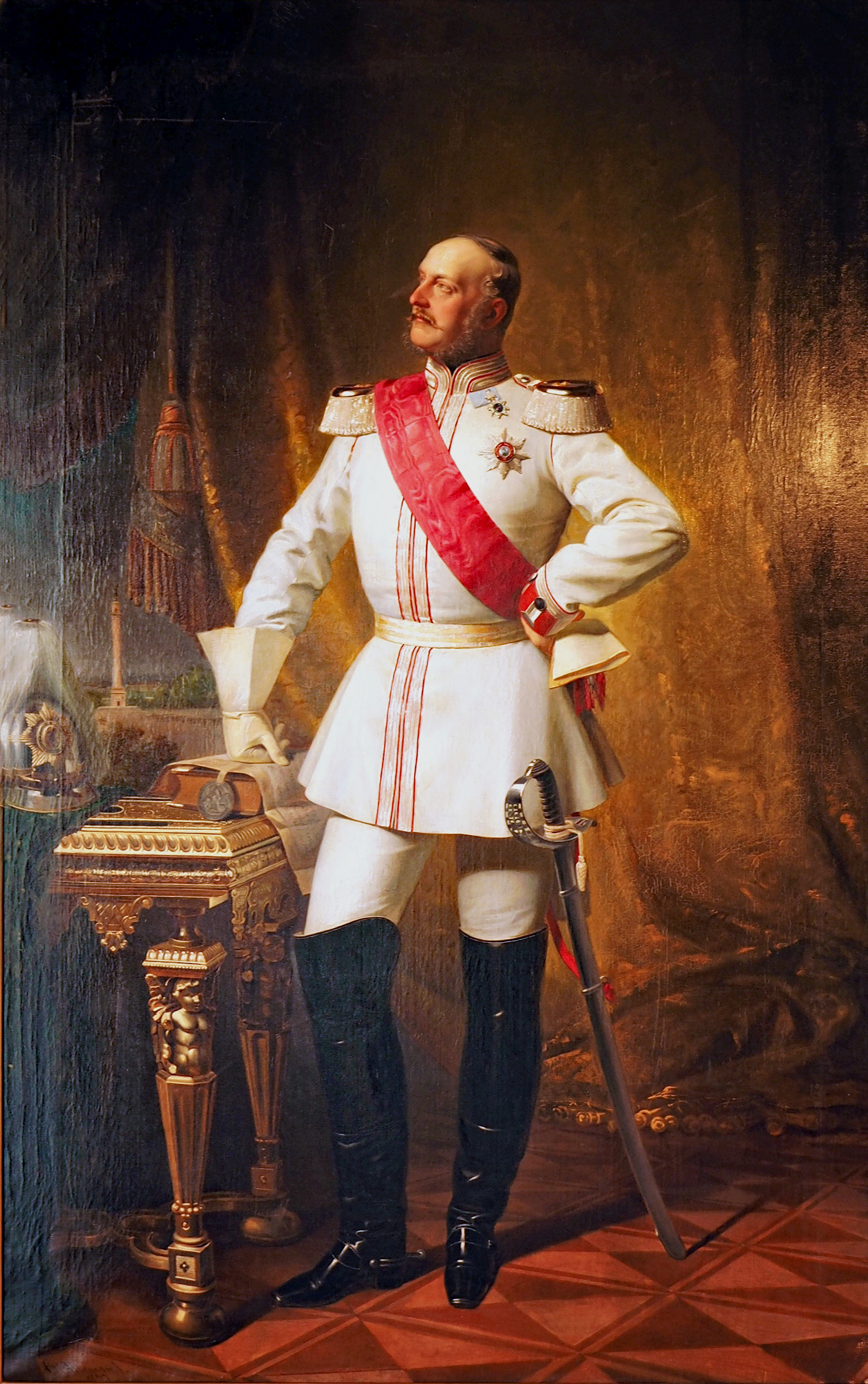
Georg V. (1819–1878), der letzte König von Hannover, 2. Duke of Cumberland

Das Schloss war vom 15. Jahrhundert bis 1705 ständiger Herrschaftssitz der Herzöge von Braunschweig-Lüneburg aus der Dynastie der Welfen. Bis 1905 war es sommerlicher Aufenthaltsort der Könige von Hannover. In den letzten Jahren (ab 2007) wurden verschiedene Räume des Schlosses zum Residenzmuseum umgestaltet.

## Ausstellung
Es wird unter dem Motto „Von der Burg zur Residenz“ eine Einführung in die Geschichte der Celler Residenz gezeigt und durch einzelne herausragende Fundstücke illustriert. Das fürstliche Leben am Hof, speziell der Welfen, wird dargestellt. Die barocken Gemächer des letzten Celler Herzogs Georg Wilhelm und seiner Gemahlin Eleonore d’Olbreuse können besichtigt werden. Die Stuckdecken der Räume haben italienische Meister geschaffen. Es werden Gemälde des Welfenhauses und wertvolles Mobiliar gezeigt. Im oberen Stockwerk wurde eine neue Abteilung eingerichtet. Hier können u. a. die Huldigungspokale besichtigt werden.
Das Residenzmuseum bietet als Besonderheit in vielen Räumen thematisch angepasste museumspädagogische „Kinderstationen“, die speziell auf die ganz jungen Besucher zugeschnitten sind.
Das Schlosstheater und die Schlosskapelle, sowie die Schlossküche, mit ihrer Einrichtung aus dem 19. Jahrhundert, werden während einer Führung gezeigt.
Die wertvollsten Objekte des Residenzmuseums sind drei silbervergoldete „Huldigungspokale“, die im Februar 2009 auf einer Auktion in Paris aus der Sammlung Yves Saint Laurent und Pierre Bergé ersteigert wurden. Sie stammten ursprünglich aus der Silberkammer des Herzogs Georg Wilhelm, was durch ein 1706 abgefasstes Inventar belegt ist. Auf der Auktion wurden insgesamt 14 Pokale aus dem Besitz des Celler Hofes angeboten. Die drei bedeutendsten Stücke konnten mit Hilfe mehrerer Sponsoren erworben werden.
Diese fürstlichen Huldigungspräsente aus dem Frühbarock, die in erster Linie der Repräsentation dienten, sind von europaweiter Bedeutung, da es kein weiteres erhaltenes zusammengehöriges Ensemble mehr gibt.
- Der Huldigungspokal der Stadt Lüneburg, hergestellt von Nikolaus Siemens, Lüneburg um 1645, Silber, vergoldet. Er ist 113 cm hoch und gehört zur Kategorie der Riesenpokale. Allein in der Rüstkammer des Moskauer Kremls haben sich solche königlichen Gesandtengeschenke noch erhalten. Er ist eines der wichtigsten Zeugnisse der Goldschmiedekunst Lüneburgs, die bis zum frühen 17. Jahrhundert in Norddeutschland eine herausragende Stellung einnahm. Der Pokal wurde 1651 anlässlich der Huldigung der Stadt Lüneburg an Herzog Christian Ludwig geschenkt.
- Der Tischbrunnen, ein Huldigungsgeschenk des Amtes Bodenteich, hergestellt von Evert Kettwyck, Hamburg zwischen 1628 und 1643, Silber, vergoldet. Eines der seltenen erhaltenen Beispiele aufwändiger Tischfontänen, ein bedeutendes Werk der Hamburger Goldschmiedekunst. Durch einen Saug- oder Pumpmechanismus können die Figuren Wein oder Rosenwasser aus ihren Brüsten versprühen.
- Der vierfache Traubenpokal, ein Huldigungsgeschenk des Amtes Osterode, hergestellt von Christoph Uder, Osterode um 1649, Silber, vergoldet. Der Pokal besitzt vier Deckelbecher in der Form von Trauben. Die zwei Figuren auf dem Fuß stellen Adam und Eva am Baum der Versuchung dar. Osterode war Teil des Fürstentums Grubenhagen, das bis 1665 zum Herrschaftsgebiet der Celler Herzöge gehörte. Im Juni 1649 nahm Herzog Christian Ludwig hier die Huldigung entgegen.

Vergoldete Silberpokale im Residenzmuseum
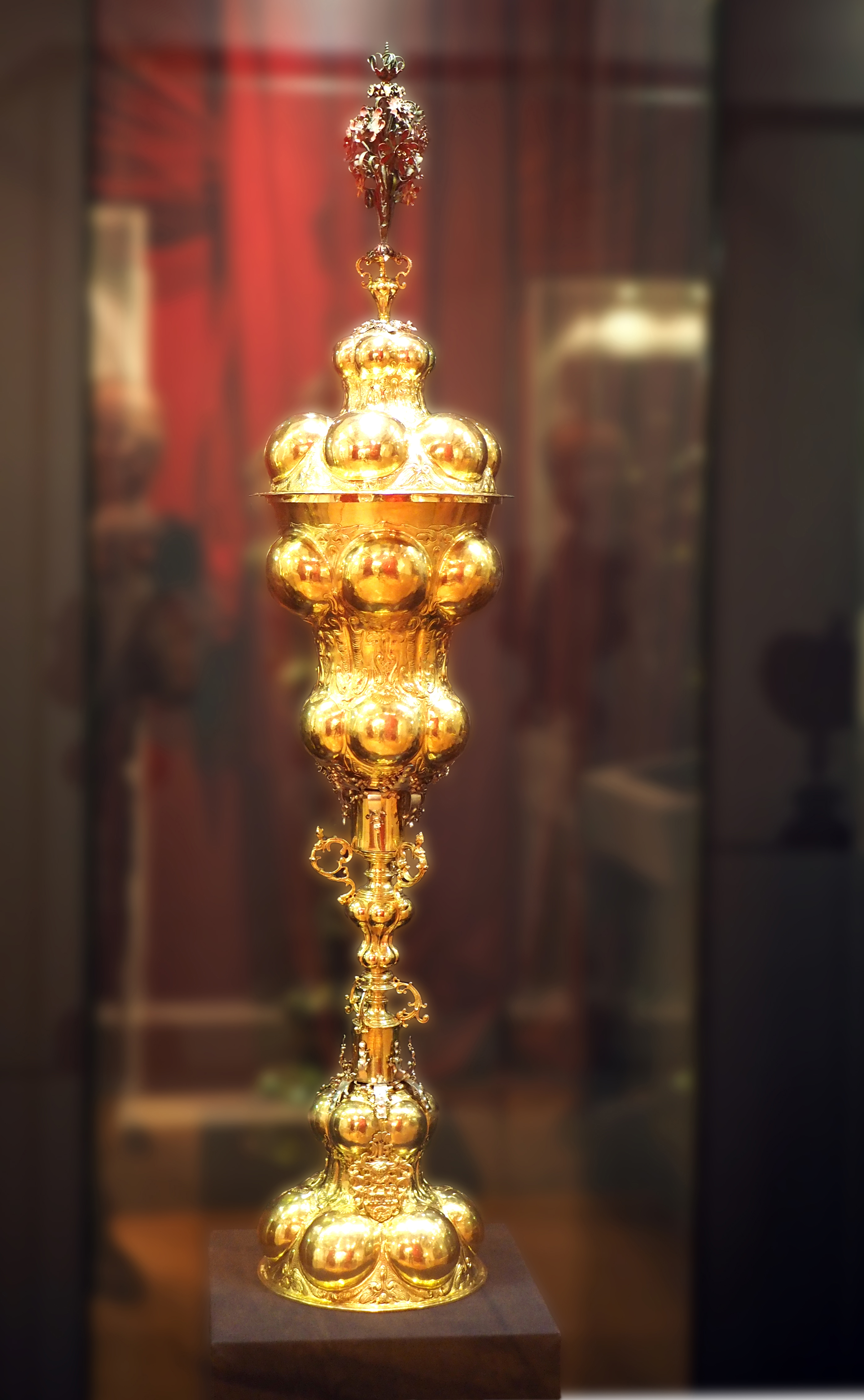
Huldigungspokal (Riesenpokal) der Stadt Lüneburg, von Nikolaus Siemens (ca. 1645)
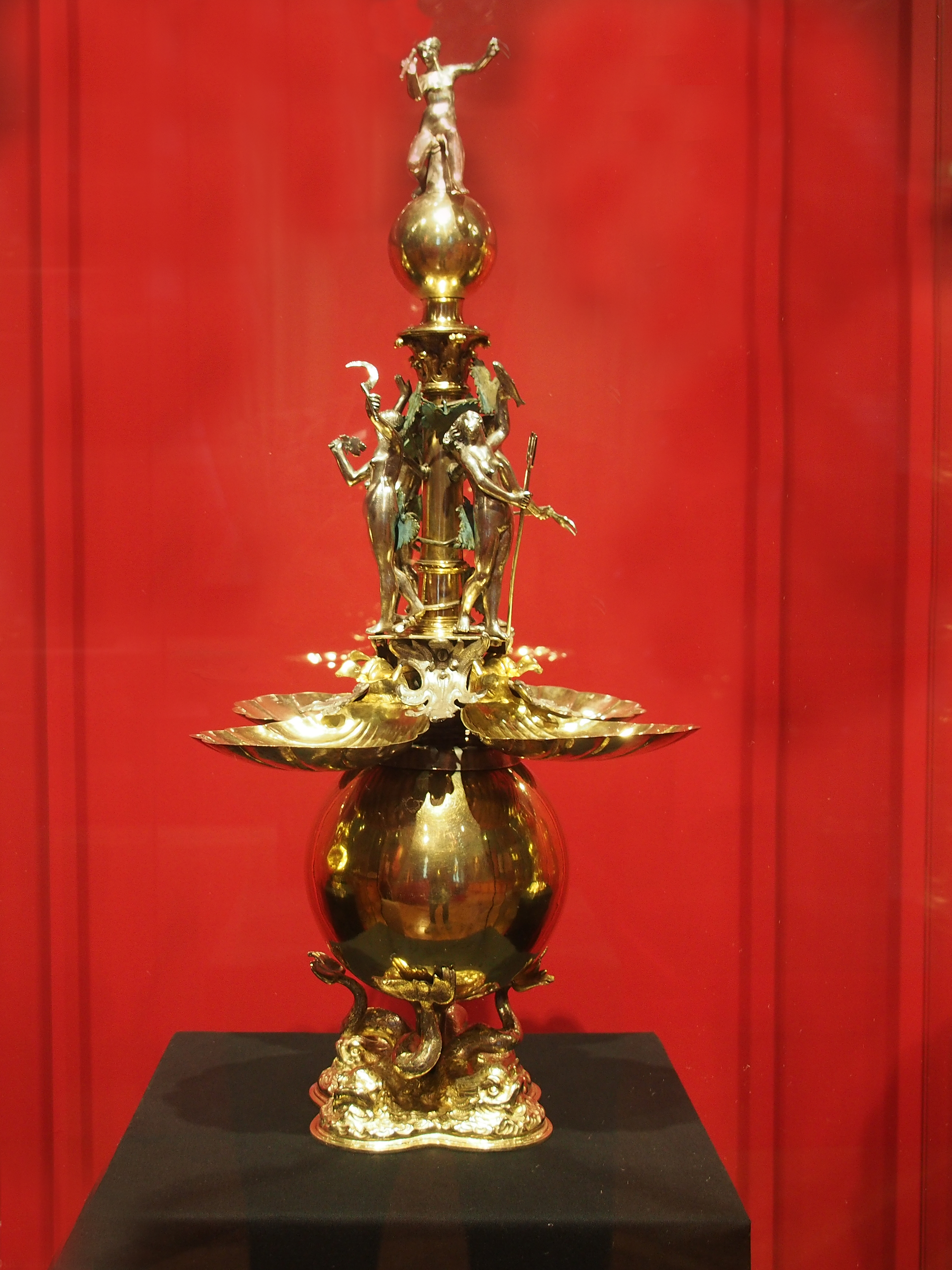
Hamburger Tischbrunnen von Evert Kettwyck (zwischen 1628 und 1643)
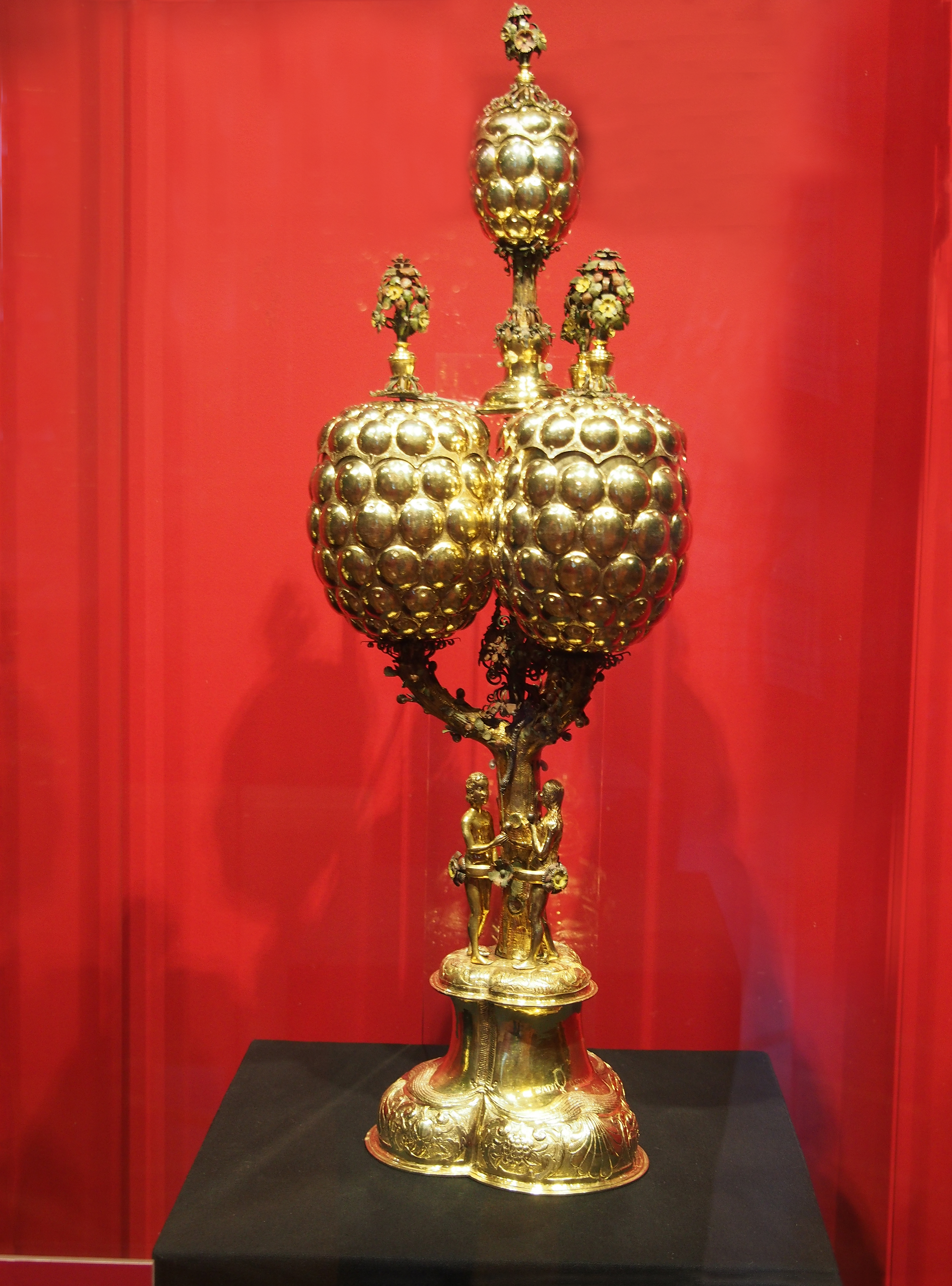
Vierfacher Traubenpokal von Christoph Uder (1649)
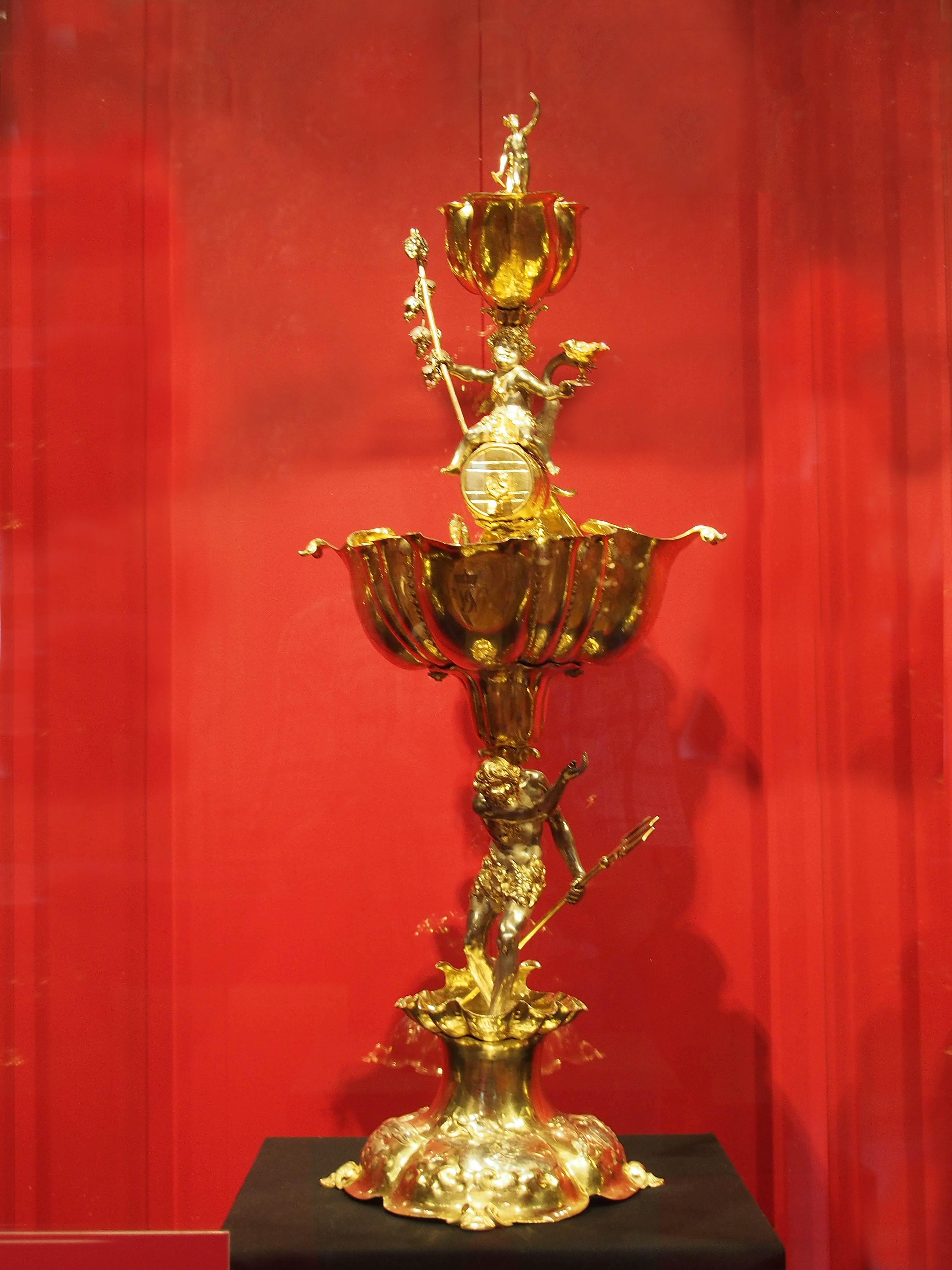
Tischbrunnen von Melchior I. Gelb (Österr. Museum für angewandte Kunst, Wien)

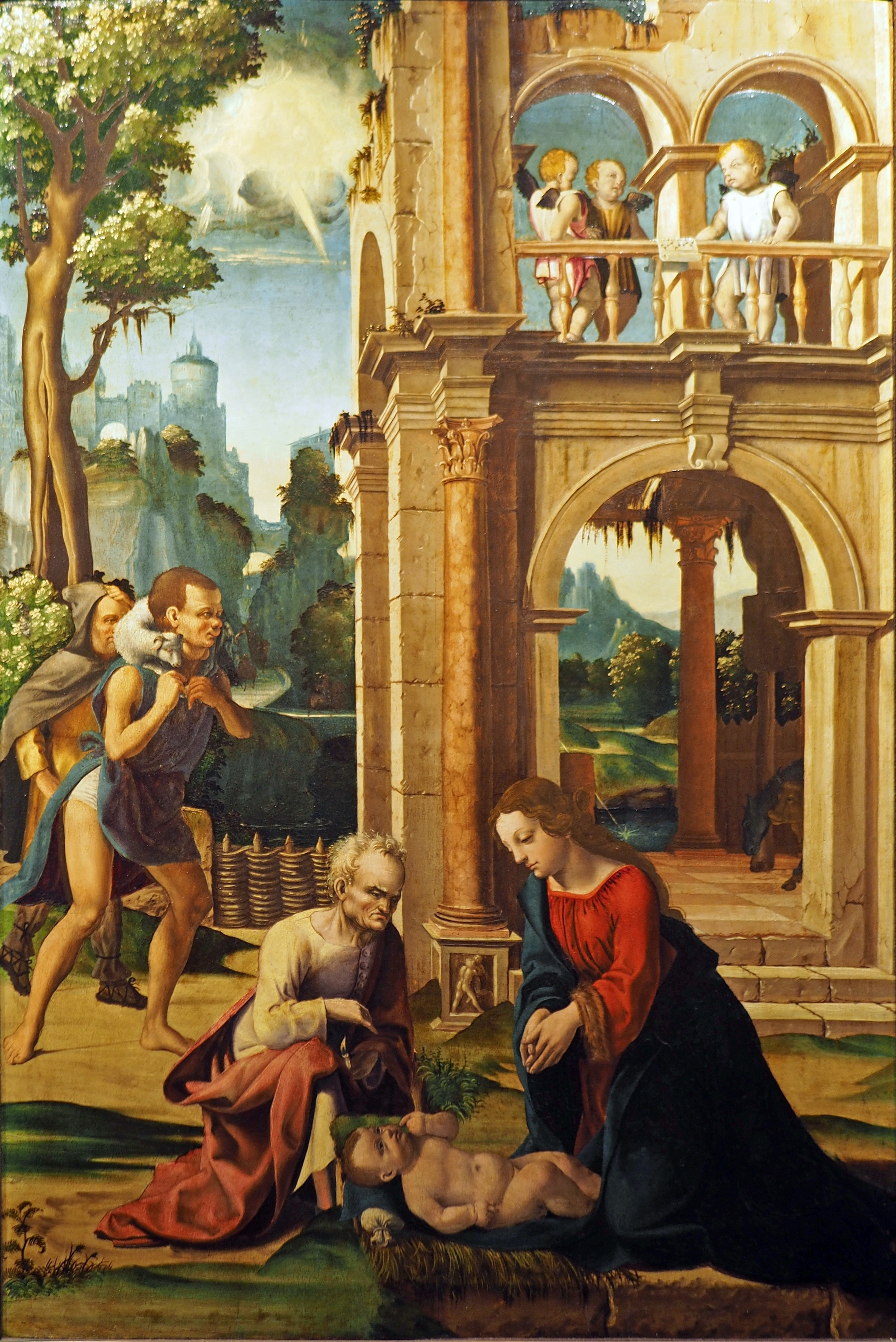
Die Geburt Christi (Öl auf Holz 1501/1502)

Ende 1940 erwarb die Stadt Celle zur Ausstattung des Celler Schlosses, aus den Beständen des ehemaligen preußischen Königshauses ein Gemälde aus der Renaissancezeit, .
Erst 2014 konnte mit Hilfe der Kunsthistorikerin Odette D’Albo das Gemälde „Die Geburt Christi“ dem spanischen Maler Pedro Fernández de Murcia zugewiesen werden. Es ist das älteste (1501/1502 gemalt) und vielleicht eines der bedeutendsten Gemälde der Celler Kunstsammlung. Die Geburt Christi wird vom Residenzmuseum im Celler Schloss betreut und teilweise ausgestellt.
2022/2023 wurde das Gemälde ausgeliehen. Es wurde im Prado in Madrid, im Nationalmuseum in Neapel und in Rom für internationale Ausstellungsprojekte präsentiert, die den Einfluss der spanische Maler auf die italienische Renaissancemalerei dokumentierten.

Im Bestand des Museums, Kupferstiche von Giovanni Antonio Canal, genannt Canaletto
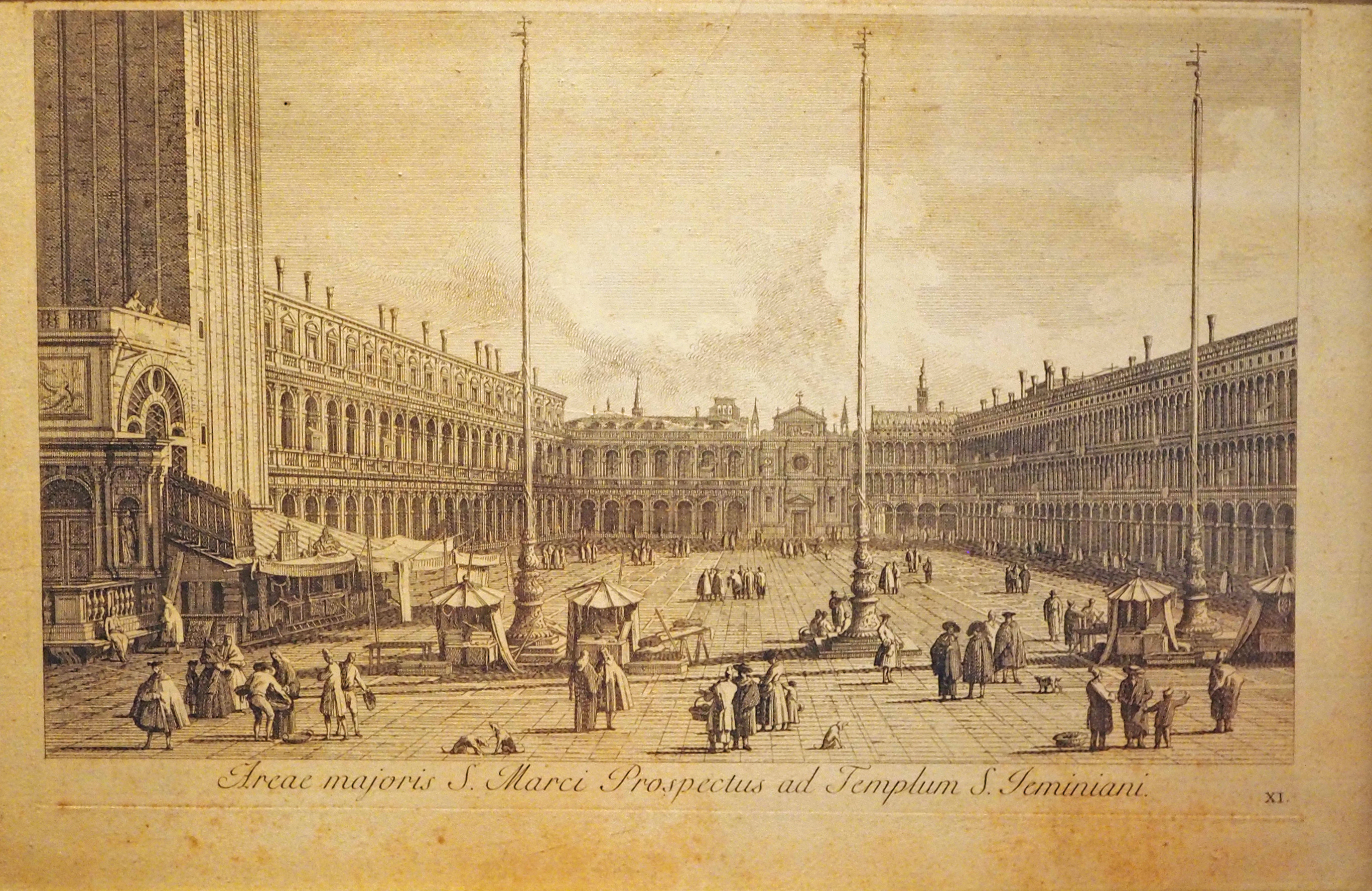
Markusplatz in Venedig
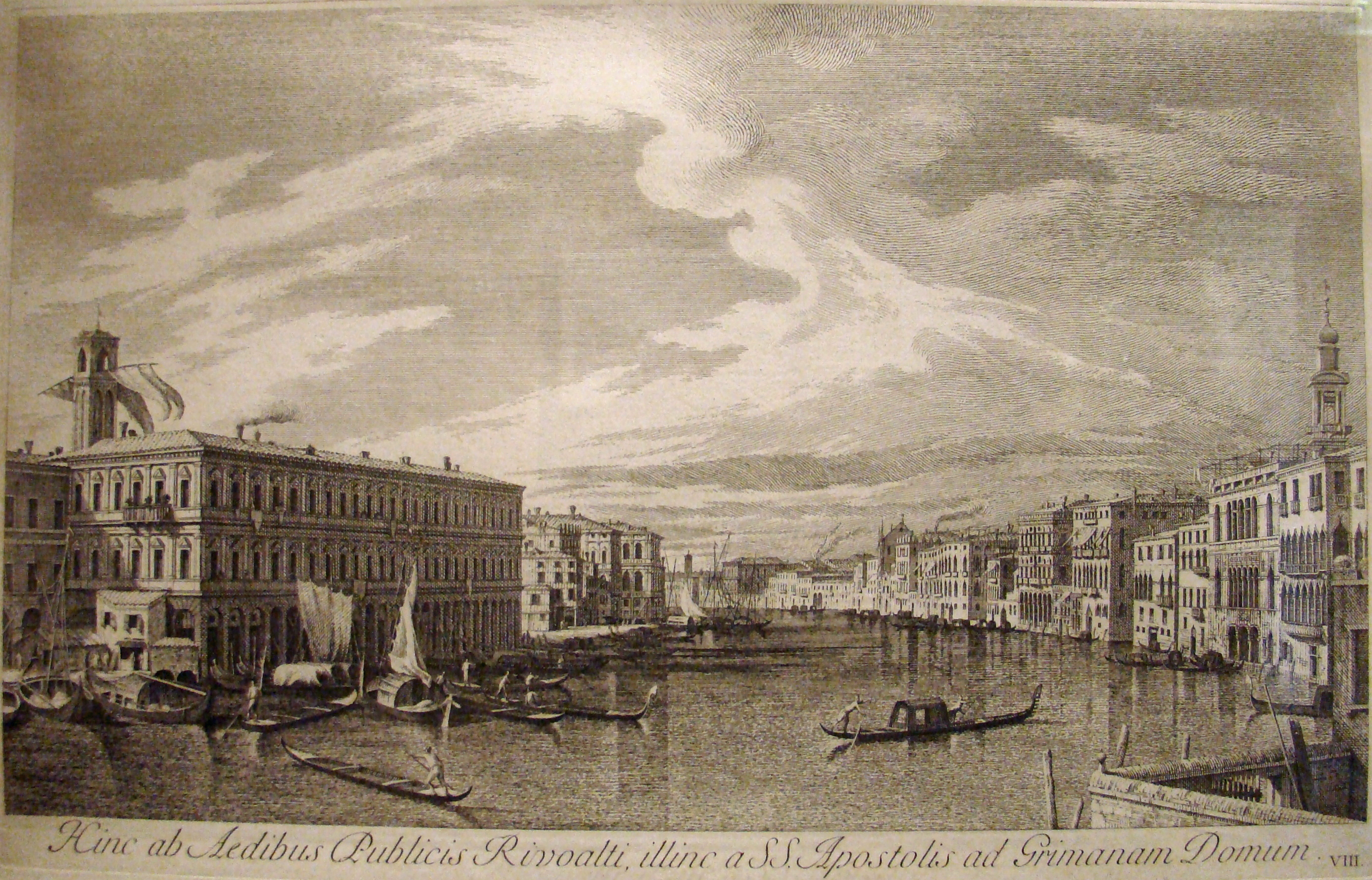
Blick von der Rialto-Brücke über den Canal Grande
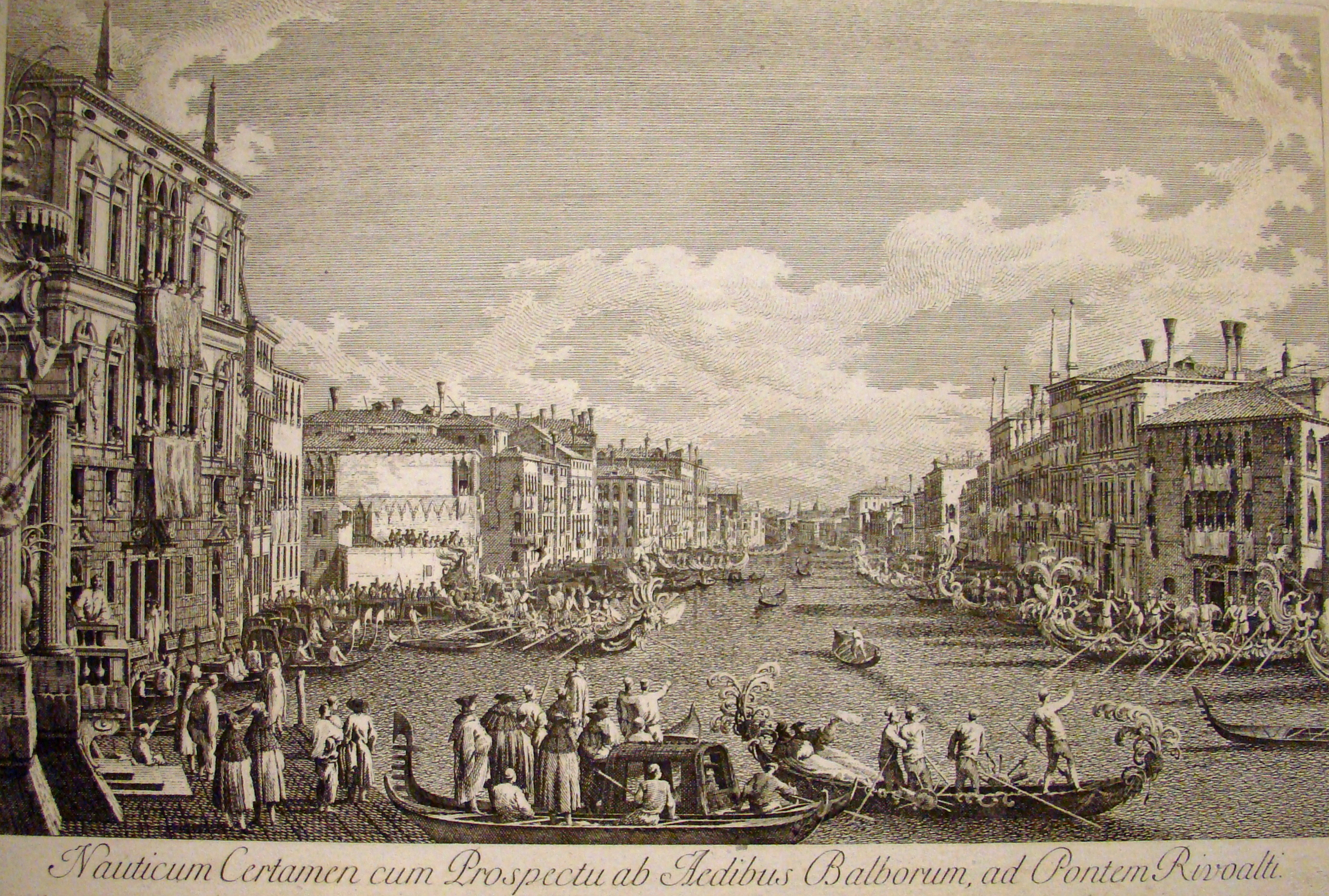
Wasserfest auf dem Canal Grande, Venedig

### Celler Silberkabinett

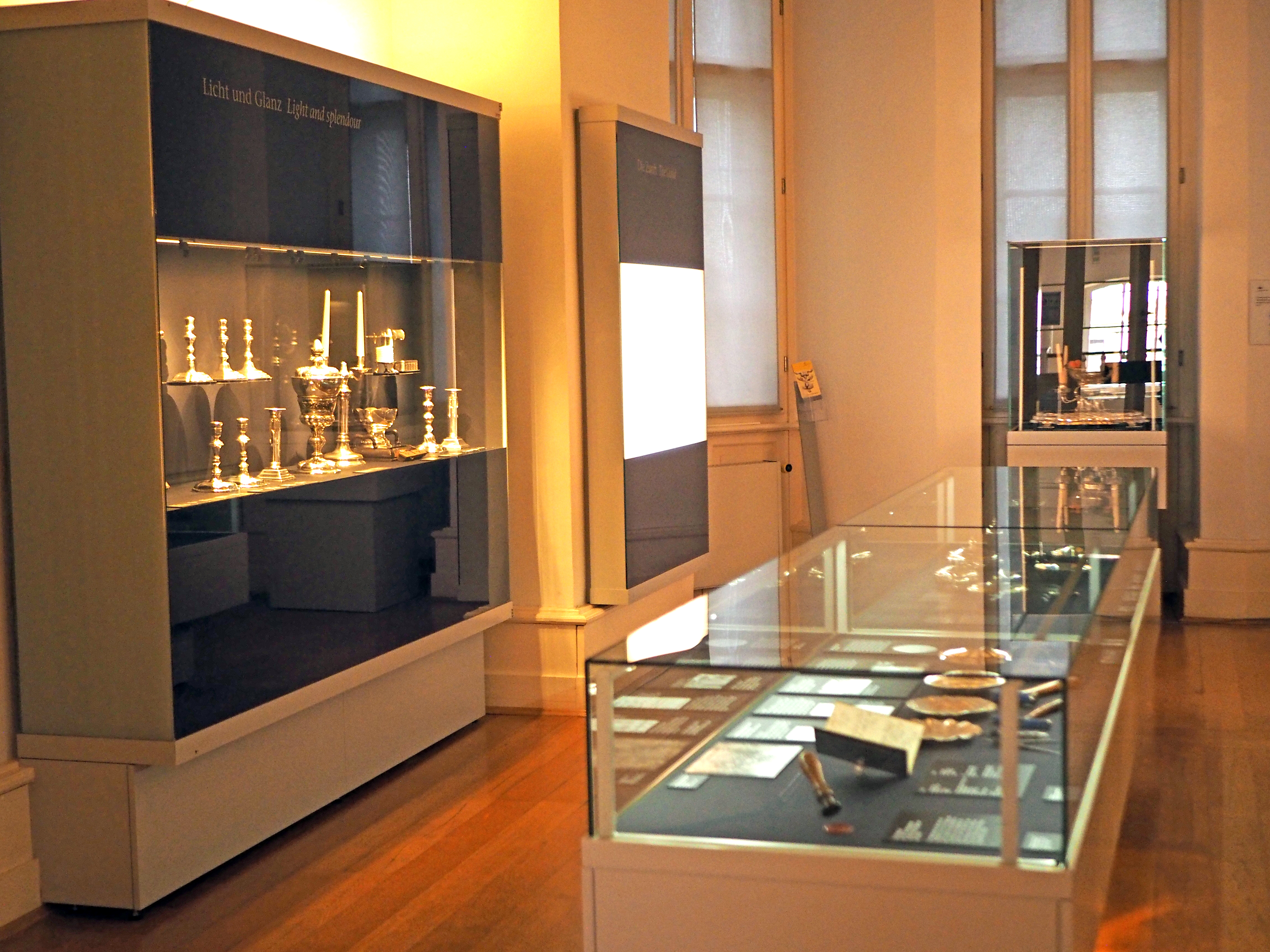
Teil des Silberkabinetts im Residenzmuseum

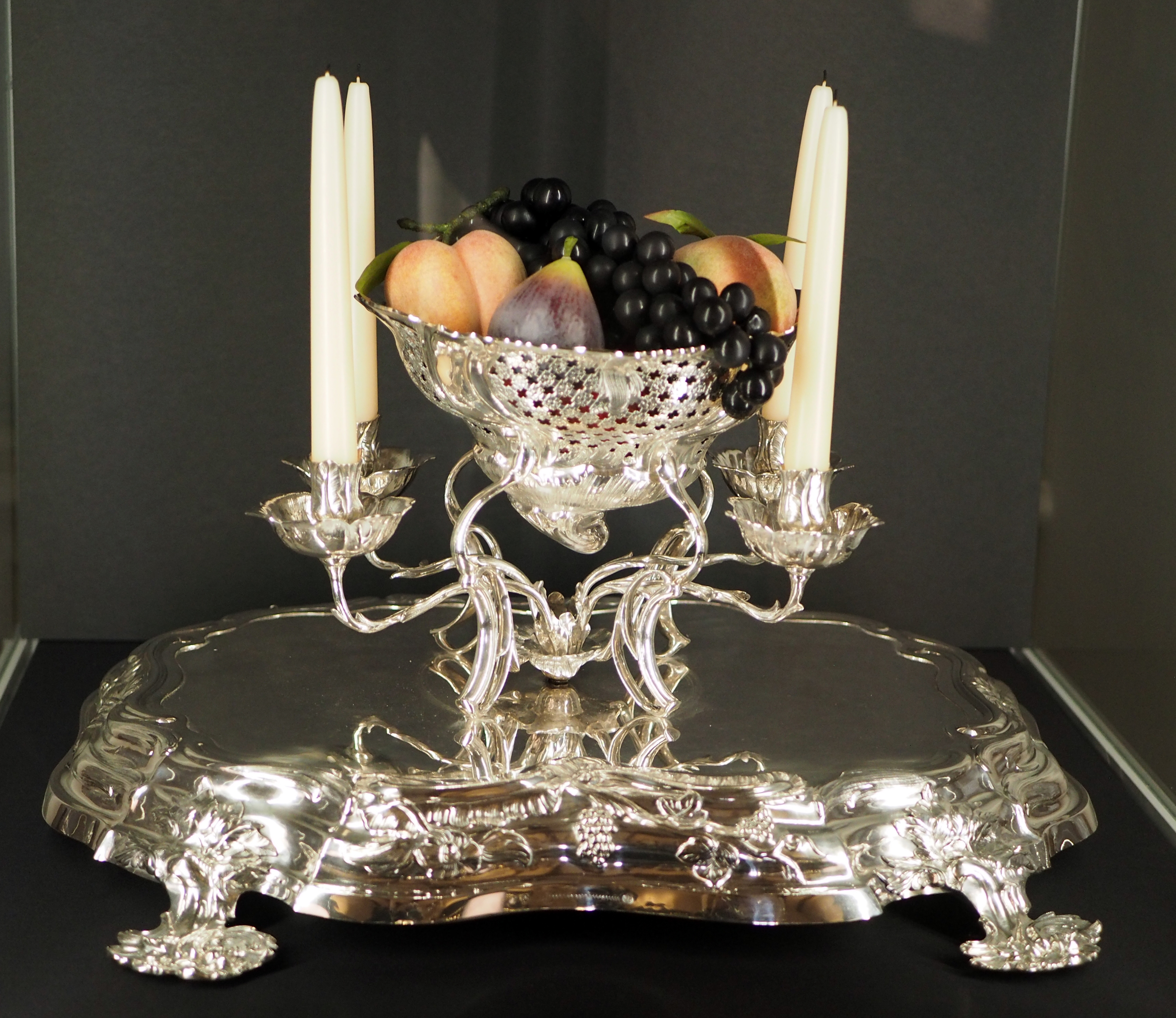
Großer Tafelaufsatz (um 1760), „Prunkstück aus der Silbersammlung“

Das Bomann-Museum Celle sammelt seit langem „Celler Silber“. Es will damit das herausragende Niveau der Celler Silberschmiedearbeiten erhalten und dokumentieren.
Eine Auswahl repräsentativer Stücke, in erster Linie Tafelgerät, ist im Silberkabinett des Residenzmuseums im Celler Schloss zu sehen. Es wurde hierfür ein gesonderter Raum innerhalb der „Caroline-Mathilde-Räume“ eingerichtet und im Juni 2018 eröffnet. Die Sammlung zeigt Tafelsilber von Celler Gold- und Silberschmieden aus dem 18. und 19. Jahrhundert. Zu der Zeit, als der Adel des Herzogtums Braunschweig-Lüneburg in Celle residierte, waren noch acht dieser Handwerker hier tätig, drei davon als Hofgoldschmiede. Auch nach dem Ende der Residenz (1705) produzierten sie in hoher Qualität weiter.
Ein besonderes Prunkstück innerhalb der Sammlung stellt das größte Exemplar, der silberne Tafelaufsatz von Georg Carl Brenner aus dem 18. Jahrhundert, dar.
Viele Stücke stammen aus Schenkungen, insbesondere von dem Celler Sammler-Ehepaar Lieselotte und Ernest Tansey.

Ein Teil der Sammlung
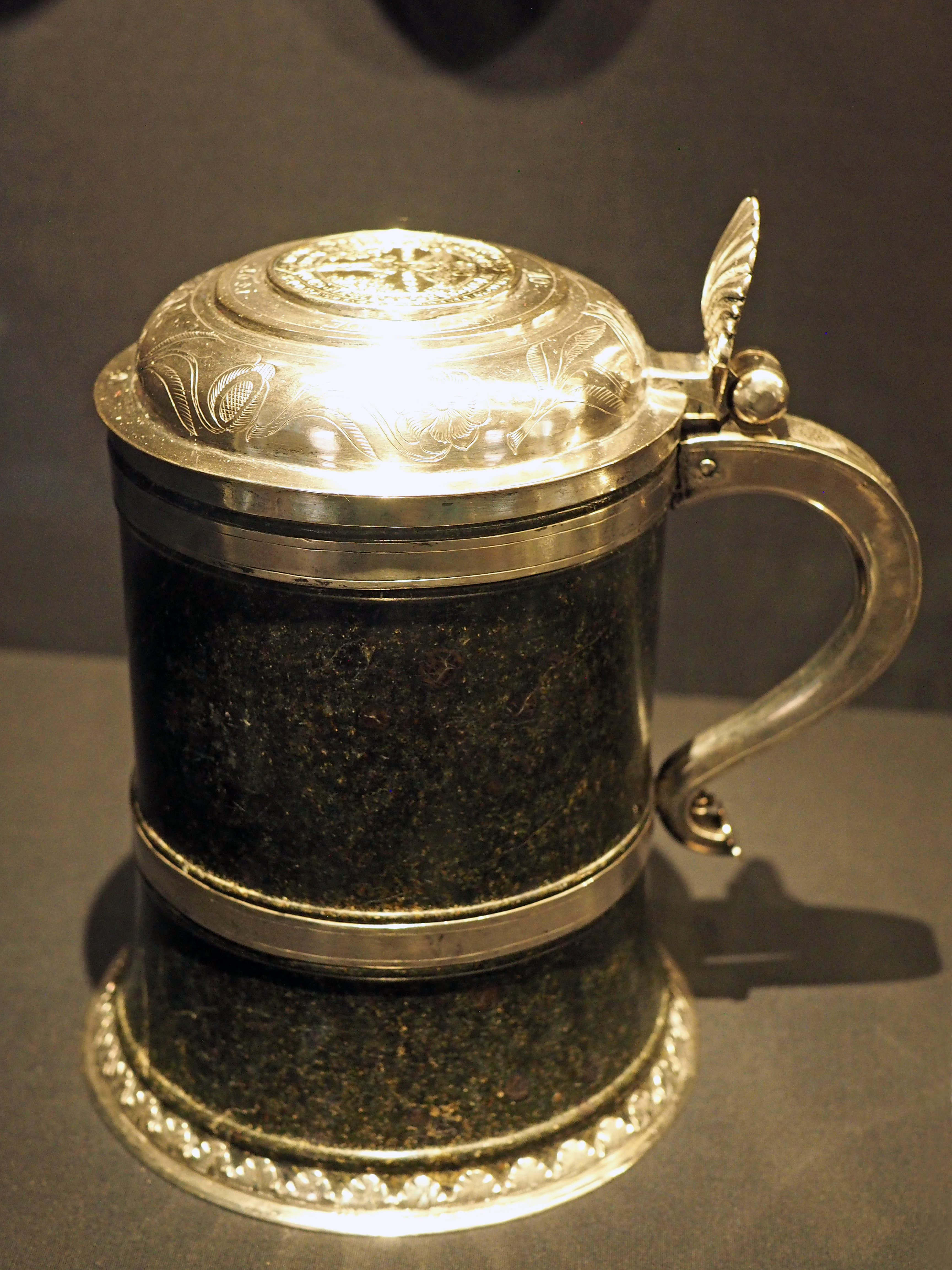
Serpentin-Humpen, Silbermontierung (1651)
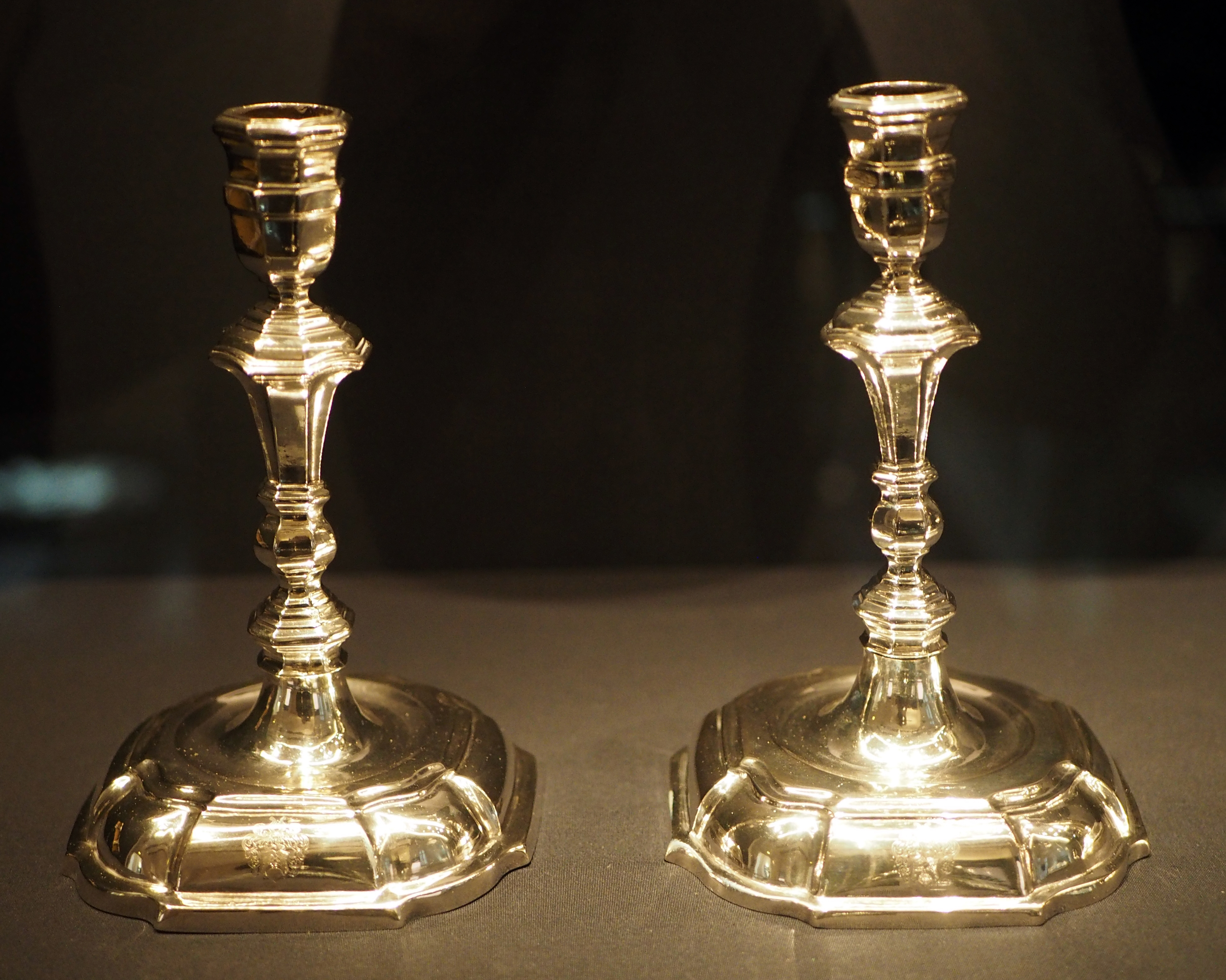
Leuchterpaar (1. Hälfte 18. Jh.)
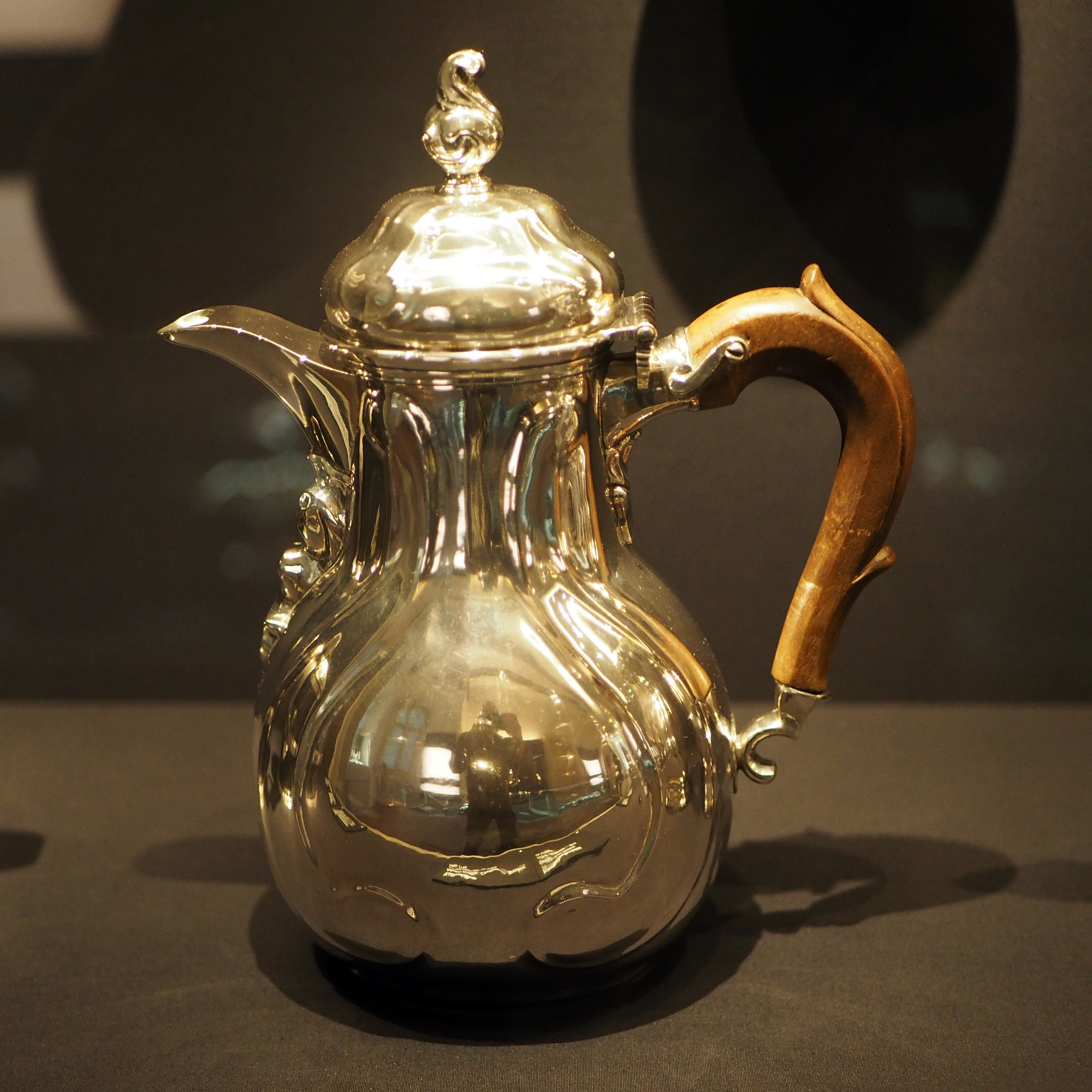
Kaffeekanne (um 1760)
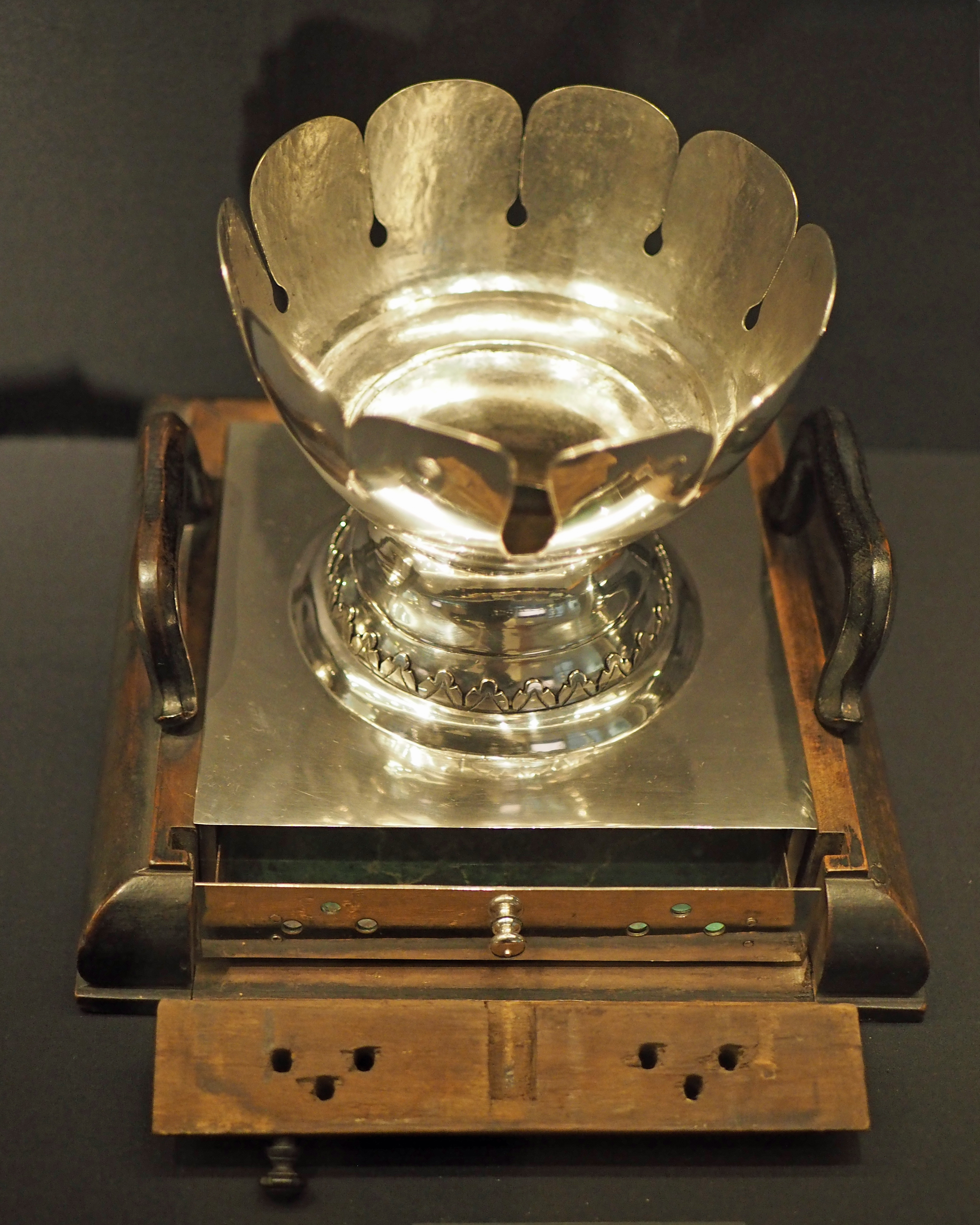
Stövchen (um 1760)

## Sonderausstellung
- 2014 Als die Royals aus Hannover kamen[2]
- 2025 Caroline Mathilde, Königin[3]